# Hen Night
Hen Night (engl. „Hennenabend“), auch Hen Party, ist  ein vorehelicher Hochzeitsbrauch der angehenden Braut im Vereinigten Königreich, in Irland und Australien und das weibliche Gegenstück zur „Stag Party“. In den USA wird der Brauch Bachelorette Party, in Kanada auch Stagette Party genannt.

## Charakteristik
Die weibliche Variante des vorehelichen Trinkgelages ist jüngeren Datums als die entsprechenden Aktivitäten des Bräutigams; inzwischen haben sich die Rituale – einschließlich des überstarken Konsums von Alkohol – jedoch angenähert.
Die Soziologin Beth Montemurro, Professorin an der Penn State University, hat in einer empirischen Studie über vorhochzeitliche Bräuche von Frauen drei Elemente festgestellt, die allen Bachelorette-Partys gemeinsam sind:
1. Alkoholkonsum
2. Sexuelle Themen und Anspielungen
3. Rein weibliche Gästeliste

Die Bachelorette Party bzw. Hen Night wird meistens außerhalb des Hauses gefeiert, zum Beispiel in einer Kneipe oder in einem Nachtclub. Beim Rundgang durch die Barszene tragen die zukünftigen Bräute häufig zur Kenntlichmachung einen Brautschleier oder ein bedrucktes T-Shirt.

## Abgrenzung zu anderen Bräuchen
Die Hen Night ist vergleichbar mit dem im deutschsprachigen Raum verbreiteten Junggesellenabschied. Im Gegensatz zum Polterabend oder zur Bridal Shower findet das Fest nicht zu Hause statt.